# 1969年のアトムズ
1969年のアトムズ（1969ねんのアトムズ）では、1969年のアトムズの動向をまとめる。
この年のアトムズは、別所毅彦監督の2年目のシーズンであり、産業経済新聞社とヤクルト本社との共同経営になったのに伴い、スポンサー名なしで「アトムズ」と名乗った唯一のシーズンでもある。

## 概要
この年は主砲デーブ・ロバーツが大活躍、8月までは打者3部門（打率・本塁打・打点）のトップをひた走り、「三冠王」と期待されたが、巨人戦でのケガで長期離脱となり、結局無冠で終わった。その一方、5月27日には主力だったルー・ジャクソンが膵臓壊死で死去という出来事も起き、同日の阪神戦では6回に13点取られるという屈辱を味わう。７月末にはジャクソンに代わる新外国人ボブ・チャンスが入団。8月からの出場ながら16本の本塁打を打つ活躍を見せる。チーム打率はリーグ2位の.244、本塁打もリーグ3位の139本と打撃陣は及第点だったが、投手陣が不振で、チーム防御率は3.71で最下位だった。最後は順位を1つ落として5位となった。この年は3位の大洋に16勝9敗1分と勝ち越したが、巨人には相変わらず弱く10勝16敗、最下位の広島にも12勝14敗と負け越した。シーズン終了後、1963年に西鉄ライオンズから移籍し、主力として活躍した豊田泰光が現役引退、17年の現役生活に幕を降ろした。

## チーム成績

### レギュラーシーズン
| 1 | 二 | 武上四郎 |
| 2 | 三 | 丸山完二 |
| 3 | 一 | ロバーツ |
| 4 | 左 | 高倉照幸 |
| 5 | 中 | 高山忠克 |
| 6 | 右 | 小淵泰輔 |
| 7 | 遊 | 城戸則文 |
| 8 | 捕 | 加藤俊夫 |
| 9 | 投 | 河村保彦 |

| 順位 | 4月終了時 | 4月終了時 | 5月終了時 | 5月終了時 | 6月終了時 | 6月終了時 | 7月終了時 | 7月終了時 | 8月終了時 | 8月終了時 | 9月終了時 | 9月終了時 | 最終成績 | 最終成績 |
| ---- | --------- | --------- | --------- | --------- | --------- | --------- | --------- | --------- | --------- | --------- | --------- | --------- | -------- | -------- |
| 1位  | 広島      | ---       | 阪神      | ---       | 巨人      | ---       | 巨人      | ---       | 巨人      | ---       | 巨人      | ---       | 巨人     | ---      |
| 2位  | 阪神      | 1.0       | 巨人      | 1.0       | 阪神      | 3.0       | 阪神      | 4.5       | 阪神      | 4.0       | 阪神      | 9.0       | 阪神     | 6.5      |
| 3位  | 巨人      | 1.0       | 大洋      | 1.0       | 中日      | 3.5       | 中日      | 7.0       | 大洋      | 7.5       | 大洋      | 9.5       | 大洋     | 11.0     |
| 4位  | 大洋      | 1.5       | 広島      | 3.0       | 大洋      | 6.0       | 大洋      | 7.5       | アトムズ  | 8.0       | 中日      | 11.0      | 中日     | 14.0     |
| 5位  | アトムズ  | 1.5       | 中日      | 4.0       | 広島      | 7.5       | アトムズ  | 10.0      | 中日      | 12.5      | アトムズ  | 14.5      | アトムズ | 16.5     |
| 6位  | 中日      | 4.0       | アトムズ  | 6.0       | アトムズ  | 10.0      | 広島      | 10.0      | 広島      | 13.0      | 広島      | 18.0      | 広島     | 18.0     |

| 順位 | 球団             | 勝 | 敗 | 分 | 勝率 | 差   |
| 1位  | 読売ジャイアンツ | 73 | 51 | 6  | .589 | 優勝 |
| 2位  | 阪神タイガース   | 68 | 59 | 6  | .535 | 6.5  |
| 3位  | 大洋ホエールズ   | 61 | 61 | 7  | .500 | 11.0 |
| 4位  | 中日ドラゴンズ   | 59 | 65 | 6  | .476 | 14.0 |
| 5位  | アトムズ         | 58 | 69 | 3  | .457 | 16.5 |
| 6位  | 広島東洋カープ   | 56 | 70 | 4  | .444 | 18.0 |

## オールスターゲーム1969
| ファン投票 | 武上四郎 | ロバーツ |
| 監督推薦   | 石戸四六 |          |

## できごと
- 5月27日 - ルー・ジャクソン、急逝。同日に行われた阪神戦で、6回にNPB新記録となる1イニング「13点」を取られる。

## 表彰選手
| リーグ・リーダー |
| ---------------- |
| 受賞者なし       |

| ベストナイン | ベストナイン | ベストナイン |
| 選手名       | ポジション   | 回数         |
| ------------ | ------------ | ------------ |
| ロバーツ     | 外野手       | 2年連続2度目 |

## ドラフト
| 順位 | 選手名     | ポジション | 所属           | 結果               |
| ---- | ---------- | ---------- | -------------- | ------------------ |
| 1位  | 八重樫幸雄 | 捕手       | 仙台商業高     | 入団               |
| 2位  | 西井哲夫   | 投手       | 宮崎商業高     | 入団               |
| 3位  | 長井繁夫   | 内野手     | 中央大学       | 入団               |
| 4位  | 佐々木辰夫 | 内野手     | 四国電力       | 拒否               |
| 5位  | 井原慎一郎 | 投手       | 丸亀商業高     | 入団               |
| 6位  | 外山義明   | 投手       | クラレ岡山     | 入団               |
| 7位  | 大矢明彦   | 捕手       | 駒澤大学       | 入団               |
| 8位  | 内田順三   | 外野手     | 駒澤大学       | 入団               |
| 9位  | 生田啓一   | 内野手     | 中京高         | 拒否・中京大学進学 |
| 10位 | 松村憲章   | 投手       | 徳島商業高     | 入団               |
| 11位 | 内田睦夫   | 捕手       | 日立製作所     | 拒否               |
| 12位 | 山根政明   | 投手       | 大昭和製紙     | 拒否               |
| 13位 | 一の関秀則 | 投手       | 五城目高       | 入団               |
| 14位 | 佐藤広美   | 内野手     | 県立岐阜商業高 | 拒否・明治大学進学 |

1位に八重樫、7位に大矢と、1978年初優勝時の捕手コンビがこの時指名されて入団、またその初優勝時に活躍した井原慎一朗が、「慎一郎」名義で指名され入団している。